# As Promessas (José Malhoa)
As Promessas é uma pintura a óleo sobre madeira não datada, de c. de 1920, do artista português da corrente do Naturalismo José Malhoa (1855-1933), obra que pertence ao Museu José Malhoa em Caldas da Rainha.
As Promesas exemplifica a faceta de Malhoa do registo de cenas, episódios e costumes da vida do campo em todo o seu realismo. Nesta pintura, ao mesmo tempo que parece expressar uma apreciação crítica, há também uma benevolência e piedade para com a cena representada o que é de certo modo desconcertante.:55

## Descrição
Num primeiro plano estão representados, a partir da esquerda, um jovem acólito que se apresta a amparar uma  mulher já de rastos, a seguir quatro mulheres, duas delas a «pagar uma promessa», estando uma, de negro e de joelhos em posição mais central, e mais à direita um rapaz como acólito do cortejo religioso. As mulheres têm vestidas roupas de diversas cores. Atrás deste grupo principal vêm-se, por lado, mais um casal de «pagadores de promessas» e, por outro, o rasto de um foguete que acabou de ser lançado estando os dois lançadores a olhar para o céu, prosseguindo depois a procissão com bandeiras com imagens de santos, vendo-se ao longe o dossel sobre o andor do Santo padroeiro ou do pároco oficiante.
Pelo lado direito da composição estende-se uma fila de barracas de vendas onde, numa delas, um homem não resiste à tentação e bebe um copo de vinho. Mais distante, à esquerda no cimo do monte, divisa-se uma capela com o que parece ser um arraial de festa à sua volta.
Na imagem destaca-se a mulher de negro, quase a cair, e ao seu lado a outra mulher de rastos, extenuadas de uma longa caminhada de joelhos sendo amparadas pela sua gente que as ajuda a recompor da auto-flagelação.
Esta obra, concluída em 1933, estaria já nos projectos de José Malhoa desde 1927, data do estudo, a pastel, existente no mesmo Museu.

## Apreciação
Ramalho Ortigão, que o admirava, esclareceu que José Malhoa, não só encontrou temas na natureza, como os foi colher por via literária a Júlio Dinis, como é o caso de obras Clara, João Semana, As Pupilas do Sr. Reitor e outras. Mas para Maria Margarida Marques Matias, em As Promessas, bem como em A Procissão, há como que uma subconsciente revolta contra a «natureza» que Júlio Dinis tinha ajudado a reelaborar, e sendo obras que, numa primária associação, estão perto de Goya e da caricatura, falta-lhes a violência do sentimento goyesco que Malhoa não revelava. O dramatismo, resultante de um barroquismo de forma, torna-as, contudo, peças muito significativas na obra de Malhoa.:58

### Ligação externa
- Página do Museu José Malhoa na página web da DGPC,